# مهدی میراشرافی
سید مهدی میراشرافی (۱۲۸۹ تهران - ۱۳۵۸ اصفهان) افسر ارتش، سیاستمدار ایرانی و کارخانه‌دار در دوران پهلوی، نماینده مجلس و مدیر روزنامه دست راستی تندرو آتش بود که در کودتای ۲۸ مرداد نیز نقش داشت.

## زندگی سیاسی
اصلیتش شیرازی بود و پدربزرگش حشمت‌نظام لقب داشت. خودش در اواخر دوران رضاشاه افسر ارتش بود. با ورود نیروهای متفقین و اشغال ایران، او که مسئول قسمتی از انبارهای لجستیکی ارتش ایران بود، در تحویل لاستیک خودروها به متفقین تعلل کرد و مؤاخذه شد.
او سپس از ارتش خارج شد و در سال ۱۳۲۲ روزنامه آتش را راه‌اندازی کرد که افرادی چون نصرت‌الله معینیان در آن می‌نوشتند. روزنامه او به‌ویژه در جریان بحران آذربایجان و فرقه دموکرات پیشه‌وری، شدیدترین حملات را به آنان و توده‌ای‌ها و حزب ایران به رهبری احمد زیرک‌زاده و کریم سنجابی می‌کرد. میراشرافی رابطه خوبی با مجمع مسلمانان مجاهد وابسته به شمس قنات‌آبادی و سید ابوالقاسم کاشانی داشت و در جریان ملی شدن نفت، هوادار نهضت ملی و در هنگام تحصن مخالفان دولت، همراه مصدق بود. با این‌حال از نخستین روزی که مصدق به نخست‌وزیری رسید، از او انتقاد کرد و بر این باور بود که جای او در مجلس است، نه در دولت.

### نمایندگی مجلس هفدهم
میراشرافی در سال ۱۳۳۰ در زمان دکتر مصدق، در انتخابات مجلس هفدهم از شهر مشکین شهر نامزد شد. پس از پایان انتخابات در مشکین شهر، چند گروه از مردم محلی از خلاف کاری‌های صورت گرفته در انتخابات و اعمال نفوذ ارتش به سود میراشرافی، به وزارت کشور شکایت کردند. مصدق به الله‌یار صالح وزیر کشور دستور داد که کار شمارش آرا در این شهر را تا رسیدگی به شکایات یاد شده متوقف سازد، پس از چند هفته الله‌یار صالح به نخست‌وزیر گزارش کرد که حتی با باطل کردن آراء مشکوک، میراشرافی برنده انتخابات است. در مجلس اعتبارنامه او با مخالفت رقیب قدیمی‌اش احمد زیرک‌زاده قرار گرفت ولی تنها با چهار رای مخالف رأی آورد.
با اینکه مصدق و جبهه ملی ایران از انتخابات راضی نبودند، در واقع همین مجلس بود که در جریانات منتهی به ۳۰ تیر، به احمد قوام رای داد، ولی بدون تردید تنها مهدی میراشرافی بود که حتی در هنگام بررسی اعتبارنامه‌ها در آغاز کار مجلس، دولت مصدق را به دستکاری در انتخابات متهم کرد. پس از آن نیز او حتی در زمانی که جو مجلس کاملاً به سود جبهه ملی و مصدق بود، به خود جرات انتقاد می‌داد. به مرور دیگر نمایندگان مخالف مصدق و سپس بریدگان از جبهه ملی چون ابوالحسن حائری‌زاده، مظفر بقایی، علی زهری و نهایتاً حسین مکی به او پیوستند و در ماه‌های پایانی منتهی به کودتای ۲۸ مرداد صحنه مجلس به یک جدال تمام عیار پارلمانی میان مخالفان و هواداران مصدق تبدیل شد.
میراشرافی رویه ضد کمونیستی شدیدی داشت. او در نطق او در مجلس در ۷ خرداد ۳۲ چنین گفت:
آقایان اگر آن روزی که (خدا کند ما نبینیم) کمونیسم براین مملکت مسلط شود و با این اعمال و اصرار شما در سقوط مملکت، ایران لگدکوب چکمه خارجی گردد، ما ضرر نخواهیم کرد زیرا ما برای حفظ استقلال خود تفنگ به دست می‌گیریم و با کمال سربلندی می‌جنگیم. آن دقیقه که احساس نمودیم قدرت از ما سلب شده و باید سرنوشت ابدی را استقبال کنیم، مثل تمام قهرمانان تاریخ مثل همه کسانی که در طی دو جنگ در برابر تجاوز در قبال نفوذ زور و استعمار در لهستان در چک‌اسلواکی در رومانی تا آخرین نفس جنگیدند، پیکار می‌کنیم و بعد با کمال افتخار در راه وطن خود در راه هدف خود کشته می‌شویم. آن‌هایی که در اروپا در راه نجات وطن کشته شدند، خونشان از ما رنگینتر نبود. اما شما آقایان شما جناب آقای مصدق‌السلطنه و شما آقایان فراکسیون طرفدار دولت بدانید که به شما رحم نخواهند کرد. کمونیسم همیشه جاده‌صاف‌کن‌ها را نابود خواهد کرد. آگاه باشید اگر در ادامه و سیر این راه غلط اصرار کردید، این شما و این ملت شاهد است آن روز به شما رحم نخواهند کرد. آن روز اگر عده شما زیاد باشد، همه را کمونیست‌ها و قشون اجنبی جلو مسلسل می‌گذارد وگرنه تیرهای چراغ برق میدان بهارستان یکایک در انتظار شما خواهد بود. این سرنوشتی است که تمام چوب‌بست‌های کمونیستی در تمام کشورهای پشت پرده آهنین بدان دچار شدند.

دو وزیر از حزب توده به دولت تحمیل گردید. چه کسی در این مجلس هست که بتواند بگوید جناب آقای دکتر آذر وزیر فرهنگ و سردار سرهنگ آذر افسر تجزیه‌طلب پیشه‌وری وزیر منتسب به حزب توده نیست؟ چه کسی می‌تواند منکر عضویت جناب آقای وزیر محترم دادگستری در کمیته صلح حزب توده و جمعیت مبارزه با استعمار حزب کمونیست توده‌ای باشد؟ موضوع گزارش را همان دستی پیراهن عثمان نموده که روز بیست و هفتم فروردین به نام تقاضای تصویب آن به حزب کمونیست توده اجازه داد که زیر پرچم سرخ داس و چکش و عکس استالین با کمال آزادی به شاه مملک و استقلال ما فحش بدهند و تعجب آن است که قوای انتظامی مواظب بودند که کسی مانع وطن فروشی حزب کمونیست توده نشود.

## کودتای ۲۸ مرداد
میراشرافی از همراهان تیمسار زاهدی در کودتای ۲۸ مرداد بودو پس از سقوط مرکز رادیو که به سکوت رادیویی بی‌سابقه‌ای در تاریخ ایران انجامید، او نخستین کسی بود که پشت میکروفن رفت و خبر سرنگونی مصدق را اعلام کرد. در سال‌های بعد، او علاوه بر عضویت در مجلس‌های شورای ملی و سنا و حزب رستاخیز، به اصفهان رفت و مالک کارخانه ریسندگی تاج شد.

## اصلاحات ارضی
میراشرافی از مخالفان اصلاحات ارضی و معتقد بود: «آمریکایی‌ها با این اقدام کشاورزی سنتی ایران را نابود می‌کنند. الان کشاورز با مساعدت ارباب کار می‌کند. اگر برخی از ارباب‌ها خائن اند، باید جلوی آن‌ها را گرفت، نه اینکه سیستمی را که به نفع کشاورزی است، نابود کرد. چرا که در سیستم جدید کشاورز را به بانک‌های دولتی مقروض می‌کنند و تمامی سرمایه‌اش به پای این قرض می‌رود.»

## بعد از انقلاب
پس از پیروزی انقلاب، میراشرافی و پسرش دستگیر و پس از مصادره اموال‌شان با تعهد آزاد شدند. میراشرافی حاضر به ترک وطن نشد و چون سابقه دوستی با روح‌الله خمینی داشت به قم رفت. در یکی از شب‌های اقامت در قم به حکم امید نجف آبادی حاکم شرع وقت اصفهان دستگیر و به اصفهان برده و پس از محاکمه به اعدام محکوم شد. با دستگیری وی خمینی از طریق علی قدوسی و محمد مؤمن خواستار آزادی او شد. روح‌الله خمینی نامه‌ای خطاب به حاکم شرع اصفهان نوشت تا مانع از اجرای حکم اعدام شود.
پس از اعدام، جنازه میراشرافی را به قم بردند و سید مرتضی پسندیده برادر آیت‌الله خمینی بر او نماز گزارد و در قبرستان ابوحسین به خاک سپرده شد.